# Luís Filipe Thomaz
 (juin 2022).
La mise en forme du texte ne suit pas les recommandations de Wikipédia : il faut le « wikifier ».
Les points d'amélioration suivants sont les cas les plus fréquents :
- Les titres sont pré-formatés par le logiciel. Ils ne sont ni en capitales, ni en gras.
- Le texte ne doit pas être écrit en capitales (les noms de famille non plus), ni en gras, ni en italique, ni en « petit »…
- Le gras n'est utilisé que pour surligner le titre de l'article dans l'introduction, une seule fois.
- L'italique est rarement utilisé : mots en langue étrangère, titres d'œuvres, noms de bateaux, etc.
- Les citations ne sont pas en italique mais en corps de texte normal. Elles sont entourées par des guillemets français : « et ».
- Les listes à puces sont à éviter, des paragraphes rédigés étant largement préférés. Les tableaux sont à réserver à la présentation de données structurées (résultats, etc.).
- Les appels de note de bas de page (petits chiffres en exposant, introduits par l'outil «  Source ») sont à placer entre la fin de phrase et le point final[comme ça].
- Les liens internes (vers d'autres articles de Wikipédia) sont à choisir avec parcimonie. Créez des liens vers des articles approfondissant le sujet. Les termes génériques sans rapport avec le sujet sont à éviter, ainsi que les répétitions de liens vers un même terme.
- Les liens externes sont à placer uniquement dans une section « Liens externes », à la fin de l'article. Ces liens sont à choisir avec parcimonie suivant les règles définies. Si un lien sert de source à l'article, son insertion dans le texte est à faire par les notes de bas de page.
- La présentation des références doit suivre les conventions bibliographiques. Il est recommandé d'utiliser les modèles {{Ouvrage}}, {{Chapitre}}, {{Article}}, {{Lien web}} et/ou {{Bibliographie}}. Le mode d'édition visuel peut mettre en forme automatiquement les références.
- Insérer une infobox (cadre d'informations à droite) n'est pas obligatoire pour parachever la mise en page.

Pour une aide détaillée, merci de consulter Aide:Wikification.
Si vous pensez que ces points ont été résolus, vous pouvez retirer ce bandeau et améliorer la mise en forme d'un autre article.
Luís Filipe Thomaz, né à São Domingos de Rana (en) au Portugal en 1942, est un universitaire polyglotte, auteur, traducteur et historien spécialiste de l’expansion maritime du Portugal en Orient aux XVIe et XVIIe siècles, en particulier de l’histoire de Timor.

## Formation
De 1965 à 1988, après avoir obtenu une licence en histoire à la Faculté des Lettres de l’Université de Lisbonne avec une thèse sur Os Portugueses em Malaca (1511-1580), il devient maître-assistant à la Faculté des Lettres de Lisbonne.
Il est également diplômé de l’Institut national des langues et civilisations orientales de Paris (en malais-indonésien), de l’Université de Paris III (en études indiennes classiques) et de l’Institut catholique de Paris (en syriaque).

## Langues parlées
Polyglotte, Luís Filipe Thomaz parle, en plus de sa langue maternelle : l’anglais, le castillan, le français, le grec moderne, l’italien, le malais-indonésien, le roumain et le tétum (langue de Timor).
Il possède également une bonne connaissance du latin, du grec classique, du sanscrit, du syriaque, du ge’ez (éthiopien liturgique) et du javanais, ainsi que des rudiments de néerlandais, d’amharique (éthiopien moderne), de chinois (mandarin et cantonais), de konkanim (Goa), de perse moderne et d’arabe littéral.

## Carrière universitaire
De 1978 à 1982, il a été professeur invité à l’École des hautes études en sciences sociales en France, titre universitaire qui lui a également été décerné à l’Université Bordeaux-Montaigne en France, à l’Universiti Kebangsaan Malaysia de Bangi en Malaisie, à l’Universidade da Ásia Oriental de Macau et à l’Universidade Estadual de Santa Cruz d’Ilhéus au Brésil.
Depuis 1987, il est successivement professeur auxiliaire, puis professeur associé, à la Faculté des Sciences Sociales et Humaines de l’Université nouvelle de Lisbonne, et chargé de cours de maîtrise en Histoire des Découvertes et de l’Expansion Portugaise.
Dans ce cadre, il dirige des thèses de doctorat et des séminaires sur : Les Portugais en Orient, Les Portugais dans l’Afrique du Nord, la nautique et la cartographie. Il assure également un enseignement de l’histoire de l’Asie, de l’histoire de l’océan Indien, du malais, du sanskrit, du guèze (l’éthiopien classique) et du syriaque.
Entre 2001 et 2012, il exerce la fonction de directeur de l'Institut des Études Orientales de l'Université catholique portugaise.

## Apport historique
Luís Filipe Thomaz est l’auteur d’une centaine d’articles publiés dans des revues, encyclopédies et dictionnaires spécialisés, ainsi que de plusieurs livres, qui ont fait de lui l’un des plus remarquables et rigoureux historiens du Portugal et de son expansion maritime en Orient aux XVIe – XVIIe siècles, notamment sur des sujets comme l’histoire de Timor, ou encore la circumnavigation non-planifiée de Fernand de Magellan et de Juan Sebastián Elcano,.

## Prix et distinctions
En 1995, son recueil d’articles : De Ceuta a Timor (1994) se voit attribuer le prix Dom João de Castro.
En 2008, les deux volumes du: Voyage de Magellan (1519-1522) – La relation d’Antonio Pigafetta et autres témoignages, ouvrage paru en 2007 et fruit d’une collaboration entre Luís Filipe Thomaz, Xavier de Castro (nom de plume de Michel Chandeigne), Jocelyne Hamon et Carmen Bernand (préface), reçoivent deux récompenses figurant parmi la Liste des prix littéraires maritimes français : le Grand Prix Spécial du Livre Corderie Royale - Hermione, ainsi que le Prix du Cercle de la Mer.
En 2019, son petit livre O Drama de Magalhães e a Volta ao Mundo sem querer se voit attribuer le prix d’essai du Pen Club du Portugal (Prémio Pen Clube de Ensaio),.
En décembre 2019, la Société de géographie de Paris décerne à Luís Filipe Thomaz le prix August Logerot (1878) pour son ouvrage intitulé :  L’expansion portugaise dans le monde (XIVe – XVIIIe siècles) : les multiples facettes d'un prisme , paru en 2017.
Définissant les singularités de l’Empire portugais, cet essai présente des récits subtils qui, en reconnaissant l’imprévisibilité des évènements de cette époque, remettent en doute une solidité impériale que les livres d’histoire des anciennes colonies lusitaniennes (en Afrique ou au Brésil) semblaient pourtant lui avoir attribué.

### Principales publications en français
- 2020 : Le Drame de Magellan ou le tour du monde involontaire. Éditions Le Poisson Volant, 2020.
- 2017 : L'expansion portugaise dans le monde. Les multiples facettes d'un prisme. Version remaniée et augmentée de l’ouvrage paru à Bogotá en 2017. Traduction d’Émile Viteau et Xavier de Castro. – Chandeigne, collection Magellane-Poche, 2018.
- 2013 : « L'énigme du Prêtre-Jean », in Sigila – Revue transdisciplinaire franco-portugaise sur le secret – Revista transdisciplinar luso-francesa sobre o segredo, nº 31, primavera-verão 2013, p. 127 – 137[17].
- 2009 : « La découverte de Madagascar par les Portugais au XVIe siècle » in Archipel – Études interdisciplinaires sur le monde insulindien, no 78 (Outº 2009), p. 153-180.
- 2007 : [en collaboration avec Jean Aubin] « Un opuscule latin sur la prise de Malacca par les Portugais, imprimé en Italie en 1514 », in Archipel, no 74. Paris, 2007, p. 107-138[4].
- 2007 : [collaboration] Le Voyage de Magellan (1519-1522) – La relation d’Antonio Pigafetta et autres témoignages, édition de Xavier de Castro (Michel Chandeigne) en collaboration avec Jocelyne Hamon et Luís Filipe Thomaz (préface de Carmen Bernand), 2 volumes, Chandeigne, Paris, 2007[18].
- 2006 : « Hwâjè Pîr Qolî et sa Brève relation de la Perse », in Eurasian studies, V, 1-2, p. 357-369.
- 2006 : [co-éditeur avec Maria da Conceição Flores et Françoise Aubin] Le Latin et l’Astrolabe, vol. III, Études inédites sur le règne de D. Manuel, Centre Culturel Calouste Gulbenkian, Paris, 2006[3].
- 2004 : [collaboration] Le voyage de Ludovico di Varthema en Arabie & aux Indes orientales (1503-1508), avant-propos de Geneviève Bouchon, préface de Jean Aubin, traduction de Paul Teyssier, notes de Luís Filipe Thomaz, Gilles Tarabout, Paul Teyssier & Gérad Troupeau, Fondation Calouste Gulbenkian – Chandeigne, Paris, 2004.
- 2004 : « La présence iranienne autour de l’Océan Indien au XVIe siècle d’après les sources portugaises de l’époque », in Archipel, nº 68, Paris, 2004, p. 59-158[4].
- 2003 : « Produits rares dans le commerce maritime », édité par Jorge M. dos Santos Alves, Claude Guillot, Roderich Ptak, Harassowitz Verlag, Wiesbaden / Fundação Oriente, Lisboa, 2003, p.1-49.
- 2002 : « Entre l’histoire et l’utopie : le mythe du Prêtre Jean », in Les civilisations au regard de l’autre, Actes du colloque international, Paris, 13 et 14 décembre 2001, UNESCO, Paris, 2002, p. 117-142[17].
- 2001 : (préface au travail d’Aude Viaud), Correspondance d’um Ambassadeur Castillan au Portugal dans les années 1530 : Lope Hurtado de Mendoza, Centre Culturel Calouste Gulbenkian / Commission Nationale pour les Commémorations des Découvertes Portugaises, Lisboa & Paris, 2001.
- 1999 : « Hypothèses sur les premiers chrétiens dans l'Inde des Malabars » in: Le Monde de la Bible, nº 119, mai-juin 1999, p. 52-57.
- 1998 : « L'esclavage à Malacca au XVIe siècle, d'après les sources portugaises », in Formes extrêmes de dépendance — Contributions à l'étude de l'esclavage en Asie du Sud-Est , sous la direction de Georges Condominas, Éditions de l'École des Hautes Études en Sciences Sociales, Paris, 1998, p. 357-386.
- 1996 : « Le renouveau des études luso-orientales au Portugal », in Arquivos do Centro Cultural Calouste Gulbenkian, vol. XXXV, Lisboa-Paris, 1996, p. 13-20.
- 1990 : « L'idée impériale manuéline » in La Découverte, le Portugal et l'Europe - Actes du Colloque, ed. por Jean Aubin, Fondation Calouste Gulbenkian, Centre Culturel Portugais, Paris, 1990 (p. 35-103)[19].
- 1989 : « Le Portugal et l'Afrique au XVe siècle: les débuts de l'expansion » in Arquivos do Centro Cultural Português, vol. XXVI, Fundação Calouste Gulbenkian, Lisboa - Paris, 1989, (p.161-256).
- 1988 : « L'influence du malais sur le vocabulaire portugais » in Papers from the III European Colloquium on Malay and Indonesian Studies, Istituto Universitario Orientale, Nápoles, 1988 (p.251-265).
- 1988 : [en collaboration avec Geneviève Bouchon]:Voyage dans les Deltas du Gange et de l'Irraouaddy - Relation portugaise anonyme (1521), Fondation Calouste Gulbenkian, Centre Culturel Portugais, Paris, 1988 (478 p.).
- 1988 : « Malaka et ses communautés marchandes au tournant du XVIe siècle » in Marchands et hommes d'affaires asiatiques dans l'Océan Indien et la Mer de Chine, XIIIe – XXe siècles, ed. por Denys Lombard & Jean Aubin, EHESS, Paris 1988 (p. 31-48).
- 1986 : « La prise de Malacca par les Portugais vue par les Malais (d'après le Ms.Raffles 32 de la Royal Asiatic Society) » in Cultural Contact and Textual Interpretation, papers from the Fourth European Colloquium on Malay and Indonesian Studies, ed. por C.D. Grijns & S.O.Robson, Koninklijk Instituut voor Taal-,Land- en Volkenkunde, Leiden, Foris Publications, Dordrecht, 1986 (p. 158-177)[19].
- 1983 : « Goa - Une société luso-indienne » in Bulletin des Études portugaises et brésiliennes, tomo 42-43, Paris, 1983 (p.15-44).
- 1982 : « Note sur le 'Dictionnaire Français et Timorrien' de F. E. de Rosily (1762) » in Archipel, nº 23, Paris, 1982 (p. 105-108).
- 1981 : (en collaboration avec Denys Lombard) « Remarques préliminaires sur un lexique portugais-malais inédit de la Bibliothèque Nationale de Lisbonne », 1981 (12 p.).
- 1979 : « Les Portugais dans les Mers de l'Archipel au XVIe siècle » in Archipel, Études interdisciplinaires sur le Monde Insulindien, nº 18, Paris, 1979 (p. 105-125)[19].

### Principales publications en anglais
- 2011: Artº « Portugal (relations with) » in Encyclopædia Æthiopica, vol. IV, Harrassowitz Verlag, Wiesbaden, 2011, s. v.
- 2011: « The Portuguese control over the Indian Ocean and the Cartaz system », in Academia de Marinha, Os Mares do Oriente – A presença portuguesa circa 1507: Actas - X Simpósio de História Marítima, Lisboa, 2011, p. 267 – 336.
- 2011: « A Forgotten Portuguese Document of the Economic History of Gujarat », in Lotika Varadarajan (ed.), Gujarat and the Sea, Dharshak Itihas Nidhi, Ahmedabad, 2011.
- 2008 : « Cochin and her role in Portuguese Asia » in Exploring Cochin — Commemoration Volume – 450th Anniversary – Diocese of Cochin, Cochim, 2008, p. 68-95.
- 2006: « Iberian Expansion and the Fortune of Indian Plants in the West » in Indo-Portuguese Encounters – Journeys in Science,Technology and Culture, edited by Lotika Varadarajan, 2 vol., Indian National Science Academy, Nova Delhi / Centro de História de Além-Mar, Universidade Nova de Lisboa, Lisboa / Aryan Books International, Nova Delhi, 2006, vol. I, p. 153-273.
- 2005 : « Keynote Address: 25 Years of Research on Indo-Portuguese History », in Fátima da Silva Gracias, Celsa Pinto & Charles Borges (ed.), Indo-Portuguese History: Global Trends – Proceedings of the XI International Seminar on Indo-Portuguese History – Silver Jubile Session (Dona Paula, Goa, 21st – 25th September, 2003), Goa, 2005, p. 5-13.
- 2005: « A Man between two Worlds: Diogo Pereira, « The Malabarian’ » in Kenneth MacPherson & Sanjay Subrahmanyam (ed.), From Biography to History – Essays in the History of Portuguese Asia (1500-1800), Transbooks, Nova Delhi, 2005, p. 121-197.
- 2001 : « Were Saint Thomas Christians looked upon as heretics? », in K. S. Mattew, Teotónio R. de Sousa & Pius Malekandathil The Portuguese and the Socio-Cultural Changes in India, 1500-1800, Fundação Oriente, Panjim (Goa), / MESHAR, Telliccherry, (Kerala), 2001, p. 27-91.
- 2001 : « Precedents and parallels of the Portuguese cartaz system » in Pius Malekandathil & outros, The Portuguese, Indian Ocean and European Bridgeheads: Festschrift in Honour of Prof. K. S. Mathew, Fundação Oriente, Lisboa, 2001, p. 67-85.
- 1999 : « Portuguese Control over the Arabian Sea and the Bay of Bengal: A Comparative Study », in Commerce and Culture in the Bay of Bengal, 1500-1800, ed. por Om Prakash & Denys Lombard, Manohar / Indian Concil of Historical Research, Nova Delhi, 1999, p. 115-162.
- 1999: Early Portuguese Malacca, [colectânea de artigos sobre Malaca vertidos em inglês], Comissão Territorial dos Descobrimentos / Instituto Politécnico de Macau, Macau, 1999 (196 p.).
- 1998 : Early Portuguese Malacca, Macau [1998], cf infra.
- 1998 : The Indian Merchant Communities in Malacca under the Portuguese rule » in Indo-Portuguese History: Old Issues, new Questions, ed. por Teotónio R. d´Souza, Concept Publishing Cy, Nova Delhi, 1985 (p. 56 a 72) ; reproduzido in Early Portuguese Malacca, Macau [1998], cf. infra.
- 1997 : « Goa: A Luso-Indian Society » in Portugal Newsletter, vol. 4, nº 9, Nova Delhi, Julho de 1997, p. 2-43].
- 1997 : « The Portuguese in the Seas of the Archipelago during the XVI century » in Trade and Shiping in the Southern Seas, SPAFA, Cisarua, Java Ocidental, Indonésia, 1985; reproduzida in Om Prakash, ed., European Commercial Expansion in Early Modern Asia, Ashgate Publishing, Aldershot, Hampshire, Inglaterra, 1997].
- 1995: « The image of the Archipelago in Portuguese cartography of the 16th and early 17th centuries » in Archipel, nº 49, Paris, 1995 (p. 79-124)[19].
- 1993 : Nanban-jin: Os Portugueses no Japão - The Portuguese in Japan, Correios de Portugal, Lisboa, 1993 (135 pages)[3].
- 1993: « The Malay Sultanate of Melaka » in Anthony Reid (ed.) Southeast Asia in the Early Modern Era - Trade, Power and Belief, Cornell University Press, Ítaca & Londres, 1993 (p.69-90).
- 1992 : « Outras Terras, Outras Gentes / New Lands, New Cultures », in Descobrimentos Diário de Notícias - A era de Vasco da Gama / The era of Vasco da Gama, Lisboa, 1992.
- 1992: « Sumatra's Westcoast in Portuguese Sources of the Mid 16th Century », in Bernhard Dahm (ed.) Regions and Regional Developments in the Malay-Indonesian World, 6th European Colloquium on Indonesian and Malay studies (ECIMS), Otto Harrassowitz, Wiesbaden, 1992 (p. 23-32).
- 1991: [en collaboration avec Sanjay Subrahmanyam] « Evolution of Empire: The Portuguese in the Indian Ocean during the Sixteenth Century », in The Political Economy of Merchsant Empires — State Power and World Trade, 1350-1750, ed.by James D. Tracy, Cambridge University Press, 1991 [2e ed., brochada, 1997] (p. 298-331).
- 1991: « Malacca: the town and the society during the first century of Portuguese rule », in Revista de Cultura / Review of Culture, nº 13/14, « Os mares da Ásia nos séculos XV a XVIII », Instituto Cultural de Macau, Janº/Junº 1991 (p. 68-79).
- 1991: « Factions, interests and messianism: The politics of Portuguese expansion in the East, 1500-1521 » in The Indian Economic and Social History Review, vol.28, nº1, SAGE, Nova Delhi e Londres, 1991 (p. 97-109).
- 1991: Nina Chatu and the Portuguese Trade in Malacca, translated from the Portuguese by Fr. Manuel Pintado, with a foreword by A. Kalimuthu, Luso - Malaysian Books, Malaca, 1991 (55 p.).
- 1990: « The economic policy of the Sultanate of Malacca (XVth-XVIth centuries) » in Moyen Orient & Océan Indien - Middle East & Indian Ocean, XVIe- XIXe s., nº 7, Société d'Histoire de l'Orient, Paris, 1990 (p. 1-12).
- 1981 : « The formation of Tetun-Praça, vehicular language of East Timor » in Papers on Indonesian Languages and Literatures, ed. por Nigel Phillips & Khaidir Anwar, School of Oriental and African Studies, Londres, 1981 (30 p.).
- 1981 : « Portuguese sources on sixteenth century Indian Economic History » in Indo-Portuguese History - Sources and Problems, ed. por John Correia-Afonso, Oxford University Press, Bombaim, 1981 (p. 99-113).

### Autres publications (principalement en portugais)
- 2018 : O Drama de Magalhães e a Volta ao Mundo sem querer, Paris : Gradiva, novembre 2018,  (ISBN 978-9896168599).
- 2013 : « A expedição de Cristóvão de Mendonça e o descobrimento da Austrália », in Carlota Simões & Francisco Contente Domingues (coord.) Portugueses na Austrália – As primeiras viagens, Imprensa da Universidade de Coimbra, 2013, p. 59 – 126.
- 2012 : « Do massacre dos Arménios à verdade oficial », in Brotéria – Cristianismo e Cultura, vol. 175, 2/3, Agº-Setº 2012, p. 181-185.
- 2012 : « Muitas Goas, uma Goa », in Artur Teodoro de Matos & João Teles e Cunha (ed.) Goa – Passado e Presente, CEPCEP/UCP & CHAM/UNL, Lisboa, 2012, p. 17-32.
- 2012 : « A parábola do orientalista falhado e as economias na Universidade » in Brotéria – Cristianismo e Cultura, vol. 174, 2, Fevº 2012, p. 139-156.
- 2011 : « Ainda o Cinco de Outubro: As Razões de uma Recusa » in Nova Cidadania, ano XI, nº 44, Primavera de 2011, p. 31-35.
- 2010 : O Atlas Vallard [volume explicativo da edição facsimilada] Moleiro Editor, Barcelona, 2010.
- 2010 : « Influências asiáticas no vocabulário português », in: L’Oriente nella lingua e nella letteratura portoghese, a cura di Valeria Tocco, Oficina Lusitana, Edizioni ETS, Pisa, 2010, p. 95-121.
- 2009 : « D. Manuel, a Índia e o Brasil », in: Revista de História, nº 161, São Paulo, 2e semestre de 2009, p. 13-57.
- 2009 : « As competências lingüísticas de Fernão Mendes Pinto e o seu uso do malaio », in Biblos — Revista da Faculdade de Letras da Universidade de Coimbra, n. s. VII (2009), p. 297-324.
- 2008 : « Catolicismo e Multiculturalismo », in: Portugal - Percursos da Interculturalidade: Matrizes e configurações, coordenação de Mário Ferreira Lages e Artur Teodoro de Matos, Alto Comissariado para a Imigração e Diálogo Intercultural / CEPCEP, UCP, Lisboa, 2008, vol. III, p. 380-429.
- 2008 : « A idéia imperial manuelina » in Andréa Doré, Luís Filipe Silvério Lima & Luiz Geraldo Silva (org.) Facetas do Império na História – Conceitos e Métodos, Editora Hucitec, São Paulo, 2008 (p. 39-104).
- 2008 : País dos Belos – Achegas para a compreensão de Timor-Leste [colectânea de artigos sobre Timor publicados entre 1973 e 2002], Instituto Português do Oriente / Fundação Oriente, Macau , 2008 (428 p.).
- 2008 : « As Trovas das Terças e o anti-judaísmo no Portugal no Portugal de Quinhentos » in In memoriam de Luís Crespo Fabião (no prelo).
- 2008 : « Reflexões sobre as pazes de Calecut em 1503 », in Problematizar a História (Homenagem a Maria do Rosário Themudo Barata de Azevedo Cruz), Centro de Estudos Históricos, Faculdade de Letras da Universidade de Lisboa, 2008, p. 93-142.
- 2007 : « O cômputo do tempo na civilização indiana » in Cultura, nº 23 (2006), FCSH/UNL, Lisboa, 2007, p. 179-207.
- 2007 : « Gaspar da Gama e a génese de estratégia portuguesa no Índico » in D. Francisco de Almeida – 1re Vice-Rei Português – Actas do IX Simpósio de História Marítima, Academia de Marinha, Lisboa, 2007, p. 455-492.
- 2006 : « De fœdere et pace inter reges Portugalliæ et Cholecut – A armada dos Albuquerques e o primeiro tratado internacional firmado pelos Portugueses na Índia », in Humanitas, vol. 58, Instituto de Estudos Clássicos, Faculdade de Letras, Universidade de Coimbra, 2006 , p. 309-332.
- 2006 : en collaboration avec Alfredo Pinheiro Marques : Atlas Miller [volume explicativo da reprodução fac-similada] Ed. Moleiro, Barcelona, 2006.
- 2004 : « O testamento político de Diogo Pereira, o Malabar, e o projecto oriental dos Gamas » in Anais de Historia de Além-Mar, nº 5, 2004, p. 61-160.
- 2004 : « O Sueste Asiático entre Ocidente e Oriente », in João Gouveia Monteiro (coordenador), Diálogo de Civilizações - viagens ao fundo da história, em busca do tempo perdido - Memória do Colóquio realizado na Universidade de Coimbra, 29-31 de Outubro de 2003 - Coimbra, Imprensa da Universidade, 2004, p. 57-74.
- 2003 : « As cartas malaias de Abu Hayat, sultão de Ternate, a El-Rei de Portugal e os primórdios da presença portuguesa em Maluco » in Anais de História de Além-Mar, nº 4, 2003, p. 381-446[19].
- 2003 : « Damião de Góis e o cristianismo oriental », in Congresso Internacional Damião de Góis na Europa do Renascimento, Publicações da Faculdade de Filosofia, Universidade Católica Portuguesa, Braga, 2003, p. 779-816.
- 2003 : « Espécias ocidentais no Oriente », in Mirabilia Asiatica - Produtos raros no comércio marítimo / Produits rares dans le commerce maritime / Seltene Waren im Seehandel, coordenação de / édité par / herausgegeben von Jorge M. dos Santos Alves, Claude Guillot, Roderich Ptak, Harassowitz Werlag, Wiesbaden / Fundação Oriente, Lisboa, 2003, p.1-49.
- 2002 : Introdução à edição portuguesa da colectânea « Contos Clássicos Indianos - As origens da ficção oriental », por Anaryan, ed. Acontecimento, Lisboa, 2002, p. 9-24.
- 2002 : Prefácio à obra de Maria Odette Martins, A missionação nas Molucas, Centro de História de Além-Mar, Lisboa, 2002.
- 2002 : [en collaboration avec Carmen Radulet] Viagens Portuguesas à Índia (1497-1513) - Fontes Italianas para a sua História: o Códice Riccardiano 1910 de Florença, CNCDP, Lisboa, 2002 (392 p.)[20].
- 2002 : « O malogrado estabelecimento oficial dos portugueses em Sunda e a islamização da Java », ibidem , p. 379-607[19].
- 2002 : Aquém e Além da Taprobana - Estudos Luso-Orientais à memória de Jean Aubin & Denys Lombard [direcção do volume e prefácio], Centro de História de Além-Mar, FCSH / UNL, Lisboa, 2002 (642 pages)[3].
- 2002 : Babel Loro Sa’e — O problema linguístico de Timor-Leste, Instituto Camões, Lisboa, 2002 (181 pages).
- 2001 : Prefácio à edição da obra de Manuel Godinho de Erédia Suma de Árvorese Plantas da Índia Intra Ganges edição de J. G. Everaert, J. E. Mendes Ferrão e M. Cândida Liberato, CNCDP, Lisboa, 2001.
- 2001 : « A Descripção da Ilha de Timor de João Marinho de Moura » in Camões — Revista de Letras e Cultura Lusófonas, nº 14, Julº-Setº 2001, p. 118-124.
- 2001 : Prefácio à obra de Luís Costa Guia de Conversação Português – Tétum, Ed. Colibri , Lisboa, 2001.
- 2001 : « Timor: da proto-história à consolidação do protectorado português »,/ « Timor: from proto-history until the consolidations of the Portuguerse protectorate » in Oriente, nº 1, Fundação Oriente, Lisboa, 2001, p. 39-52.
- 2001 : « Os antigos gramáticos portugueses e a declinação neo-árica » in Anais de História de Além-Mar, vol. II, 2001, p. 7-32.
- 2001 : « Timor: o protectorado português » in História dos Portugueses no Extremo Oriente dirigida por A. H. de Oliveira Marques, vol. II, Fundação Oriente, Lisboa, 2001, p. 493-526.
- 2001 : « A história de Timor Loro Sa’e e a identidade do povo timorense » in Timor Loro Sa’e [livro de fotografias da autoria de Regina Santos], Imprensa Oficial do Estado de São Paulo, São Paulo, 2001.
- 2000-2001 : « Povos de Timor » in Cerâmicas de Timor – [Catálogo da] Exposição, Lisboa, Novembro 2000 – Junho 2001, Museu - Centro Científico e Cultural de Macau, Lisboa, s/d, p. 29-36.
- 2000-2001 : Artigos « Cruzada », « Descobrimentos », « Missões », « São Tomé, Cristãos de » e « Timor e Solor », ibidem, s. v., respectivamente, vol. II, p. 31-38 & 62-66, vol. III, p. 205-221, e vol. IV, p. 178-187 & 284-293.
- 2000-2001 : Coordenação da secção ultramarina do Dicionário de História Religiosa de Portugal, publicado pelo Centro de Estudos de História Religiosa da Universidade Católica Portuguesa sob a direcção de Carlos de Azevedo, 4 vol., Círculo de Leitores, Lisboa, 2000-2001.
- 2000 : « A história medievesca de um texto moderno », prefácio a O Livro de Duarte Barbosa (edição crítica e anotada) por Maria Augusta da Veiga e Sousa, vol. II, Instituto de Investigação Científica Tropical / CNCDP, Lisboa, 2000, p. VII-XI
- 2000 : « Timor Loro Sa'e - Uma perspectiva histórica » in Timor - Um país para o século XXI, Instituto de Altos Estudos Militares / Universidade Católica Portuguesa - Centro de Estudos de Povos e Culturas de Expressão Portuguesa, Lisboa, 2000, p. 25-34.
- 1999-2000 : [Em colaboração com Carmen Radulet:] « Fontes Italianas para a História dos Portugueses no Índico, 1497-1513 - Códice Riccardiano 1910 de Florença - Transcritas e apresentadas por Carmen Radulet, traduzidas e anotadas por Luís Filipe F. R. Thomaz », in Mare Liberum - Revista de História dos Mares, nº 18-19, CNCDP, Lisboa, Dezº 1999 - Junº 2000, p. 247-340 & 21-22, Janº - Dezº 2001, p. 231-407.
- 1999 : Revisão dos capítulos referentes à expansão portuguesa in Momentos — História — 8e ano, Constância Ed. Carnaxide, 1999.
- 1999 : Prefácio à obra de Catarina Madeira Santos, » Goa é a chave de toda a Índia » — Perfil político da capital do Oriente Português: formação e definição (1505-1570), CNCDP, Lisboa 1999.
- 1999 : Prefácio à obra de Jorge Manuel dos Santos Alves, O Domínio do Norte de Samatra — A história dos sultanados de Samudera-Pacém e de Achém e das suas relações com os Portugueses (1500-1580), Sociedade Histórica da Independência de Portugal, Lisboa, 1999, p. 7-10.
- 1999 : À Descoberta do Oriente — Agenda dos CTT para 1999 (introdução, selecção de textos portugueses dos séculos XVI e XVII e ilustração).
- 1999 : « Uma visão cristã do hinduismo na primeira metade de Seiscentos », in Didaskalia - Revista da Faculdade de Teologia de Lisboa, vol. XXIX (1999), fasc. 1 & 2, (p.163-184).
- 1999 : « O nome das especiarias » in A epopeia das especiarias, coordenação de Inácio Guerreiro, Instituto de Investigação Científica Tropical / INAPA, Lisboa, 1999, p. 10-41.
- 1999 : Notas « Mordexim », « Alepo », « Provérbio: 'mas quiero cardamos en paz' », « Moloc/Maluco », « Canela e cravo », « Cantiga malaia », « Noz-moscada », « Osembel ou Oseucasan », « O significado de 'Bahâdur' », « Línguas de Mouros e Gentios », « Canarim Vará (povoação de canarins) », « O significado de Hiel-dux-can », « Cristãos de S. Tomé e Preste João », « Gog, Magog e o Quinto Império », « O significado de Tamur Langar », « O significado de Xá Holão », « Decanis », « Os epígonos do Sultanado Bahmânida » e « Tis Vari, Tiçoari ou Tissuari », in Diogo do Couto, Década Quarta da Ásia, vol. II, edição crítica anotada e coordenada por M. Augusta Lima Cruz, Notas históricas e filológicas, glossário e índice de antropónimos e topónimos, CNCDP, Fundação Oriente, Imprensa Nacional - Casa da Moeda, Lisboa, 1999, notas nº 55, 62, 73, 84, 85, 97, 100, 102, 106, 110, 113, 115, 119, 121, 123, 126, 128, 129 & 130 (42 p.).
- 1998 : Prefácio à edição portuguesa de Sanjay Subrahmanyam, A Carreira e a Lenda de Vasco da Gama, CNCDP, Lisboa, 1998, p. I-XVI.
- 1998 : « Introdução » à História dos Portugueses no Extremo Oriente, dir. por A. H. de Oliveira Marques, 1re vol., tomo I, Fundação Oriente, Lisboa, 1998, p. 15-122.
- 1998 : « A questão da pimenta em meados do século XVI », ibidem , (p. 37-206); tb pub. em livro com o título A questão da pimenta em meados do século XVI — Um debate político do governo de D. João de Castro, Centro de Estudos de Povos e Culturas de Expressão Portuguesa, Universidade Católica Portuguesa, Lisboa, 1998 (XVIII+184 p.).
- 1998 : [en collaboration Artur Teodoro de Matos:] direcção do volume A Carreira da Índia e a rota dos Estreitos — Actas do VIII Seminário Internacional de História Indo-Portuguesa, Angra do Heroismo, 1998.
- 1998 : « Alguns vocábulos portugueses de origem malaia » in Persembahan — Studi in Onore di Luigi Santa Maria, Istituto Universitario Orientale, Nápoles, 1998 (p. 405-423).
- 1998 : « Estrutura política e administrativa do Estado da Índia no século XVI » in II Seminário Internacional de História Indo-Portuguesa Actas, ed. por Luís de Albuquerque & Inácio Guerreiro, Instituto de Investigação Científica Tropical, Lisboa, 1985 (p. 515 a 540) ; reproduzido in Os Construtores do Oriente Português , Ciclo de Exposições « Memórias do Oriente » [catálogo], CNCDP, Porto, 1998, p. 53-79.
- 1997 : « A Explosão Missionária de Meados de Quinhentos », in Clube do Coleccionador, 1997, nº 3, CTT - Correios, Lisboa, Set-Nov 1997, p. 7-11.
- 1996 : « Estudos Árabo-Islâmicos e Orientais em Portugal » in Povos e Culturas, nº 5 - 1996, « Portugal e o Oriente: Passado e Presente », Centro de Estudos de Povos e Culturas de Expressão Portuguesa, Universidade Católica Portuguesa, Lisboa, 1996, p. 389-414.
- 1996 : « Beleza divina e arte cristã — apontamento », ibidem, Ano XIII, nº 1, Fevº 1996, (p. 7-9).
- 1995 : Prefácio à « Antologia da Poesia Chinesa, de Qu Yuan até aos nossos dias » por Li Ching, in Revista de Cultura, nº 25 (II série), Instituto Cultural de Macau, Outº-Dezº 1995, p. 67-70.
- 1995 : « O descobrimento de Timor », in Clube do Coleccionador, 1995, nº 2, CTT - Correios, Lisboa, Junº-Agº 1995, p. 18-23.
- 1995 [depuis 1963] : Artigos in Verbo - Enciclopédia Luso-Brasileira de Cultura: casa Militar e Civil do Chefe do Estado, Cosme Indicopleustes, Eudóxia (Imperatriz), Fravartis, Gala Placídia, Gaza (Teodoro), Germano II, Grécia (Teologia), Henótico (Decreto), Heráclio, Hesicasmo, Pléton (Jorge Gemisto), Psellos (Miguel), Raskol, Rasputine, Romano I, II, III e IV (Imperadores Bizantinos), Samuel (Rei da Bulgária), Sérgio Radonijski (São), Silva (José Celestino), Simeão o Grande (Czar da Bulgária), Simeão o Novo Teólogo, Simeão Estilita o Jovem (São), Sinésio de Cirene, Skleros (Bardas), Sobornost, Soloviev (Vladimir), Svatopluk, Teodora (Imperatrizes de Bizâncio), Teodoreto de Ciro, Teodoro Ducas, Teodoro Estudita (São), Teodoro I Lascaris, Teodoro II Lascaris, Teodoro Cenobiarca (São), Teofilacto, Teofilacto Simocates, Teófilo (Imperador Bizantino), Timor (História Geral, Cultural, Religiosa), Uniatas, URSS (Teologia e Espirutualidade), Vladimiro (São), Vladimiro II Monómaco, Zoé Porfirogéneta, Timor (actualização, suplemento).
- 1995 : « Reflexões sobre a Inquisição », ibidem, Ano XII, nº 3, Jun.1995 (p. 246-255).
- 1995 : « Liturgia moçárabe — pequena antologia comentada », ibidem, Ano XII, nº 1, Jan.- Fev. 1995 (p. 75-86).
- 1995 : « Especiarias do Velho e do Novo Mundo — Notas histórico-filológicas » in Arquivos do Centro Cultural Calouste Gulbenkian, vol. XXXIV, Fundação Calouste Gulbenkian, Lisboa - Paris, 1995 (p. 219-345)[19].
- 1995 : « A crise de 1565-1575 na história do Estado da Índia » in Mare Liberum - Revista de História dos Mares, nº 9 « O Estado da Índia e a Província do Norte — Portuguese India and its Northern Province — Actas do VII Seminário Internacional de História Indo-Portuguesa, Proceeedings of the 7th International Seminar on Indo-Portuguese History, Goa, 20 a 24 de Janeiro de 1994 », CNCDP, Lisboa, Julho 1995 (p. 481-519).
- 1995 : « Nina Chatu e o comércio português em Malaca » in Memórias do Centro de Estudos de Marinha, vol. V, Lisboa, 1974, (27 p.).
- 1995 : « Da imagem da Insulíndia na cartografia » in Rotas da Terra e do Mar [publicado aos fascículos em suplemento ao Diário de Notícias, aos domingos entre 19.VI.1994 e 15.I.1995], (p. 394-421).
- 1994 : « Da douta ignorância e do silêncio dos espirituais », ibidem, Ano XI, nº 3, Mai.-Jun. 1994 (p. 233-249).
- 1994 : « A escravatura em Malaca no século XVI » in Studia, nº 53, Instituto de Investigação Científica Tropical, Centro de Estudos de História e Cartografia Antiga, Lisboa, 1994 (p. 253-316); versão inglesa in Early Portuguese Malacca, Macau [1998], cf infra.
- 1994 : Artigos no Dicionário de História dos Descobrimentos Portugueses, dir. por Luis de Albuquerque, 2 vol., Círculo de Leitores / Ed. Caminho, Lisboa, 1994 : « Abexins, Abássia, Abissínia e Etiópia » [p. 7-8], « Babilónia, Sultão ou Çoldão de » [p. 107-108], « Calicut » [p. 161-168], « Canará » [p. 185-187], « Champá » [p. 237-239], « Champana » [p. 239], « Chatigão » [p. 239-240], « Chaul » [p. 240-242], « China, Mangi e Cataio » [p. 242-244], « Chinchéu » [p. 250], « Cipango » [p. 251-252], « Cochinchina » [p. 254-256], « Concão » [p. 283-284], « Coraçones » [p. 292-293], « Dabul »[p. 332-333], « Dalaca » [p. 333-334], « Damão » [p. 334-335], « Eli, Monte de »[p. 363], « Estado da Índia » [p. 388-395], « Figo, figueira, figueira da Índia ou bananeira » [p. 420-423], « Frangues e Rumes » [p. 435], « Ganges » [p. 452], « Geórgia » [p. 457-461], « Índias » [p. 520-524], « Índigo » [p. 528], « Java » [p. 541-554], « Malabar e Maabar » [p. 651-652], « Malaca » [p. 659-661], « Manuel I, Dom » [p. 674-679], « Muçulmanos » [p. 766-790], « Noz da Índia » [p. 807-808], « Patanes » [p. 866-867], « Preste João » [p. 918-923], « Sarnau ou Sornau, Sião, Tailândia e Ansião » [p. 973-974], « Taprobana » [inédito, por esquecimento dos editores].
- 1994 : De Ceuta a Timor (colectânea dos artigos assinalados supra com um asterisco, traduzidos em português quando em francês ou inglês, revistos e refundidos). Ed. Difel. Carnaxide, 1994 (XVIII+778 pag.). [Prémio D. João de Castro, da CNCDP em 1995; 2e ed., 1998][3].
- 1993 : « Macedónia : uma designação polémica » (Ou : « Macedónia : o país 'sem nome ») : in História, Ano XV, nº 169, Outº 1993, p. 22-33.
- 1993 : [en collaboration avec Artur Teodoro de Matos] : direcção do volume Vinte anos de historiografia ultramarina portuguesa, 1972-1992, CNCDP, Lisboa, 1993.
- 1993 : « Diogo Pereira o Malabar » in Mare Liberum - Revista de História dos Mares, nº 5, CNCDP, Lisboa, 1993 (p. 49 a 64); [versão inglesa, em preparação, in Sanjay Subramanyam & Kenneth McPherson (ed.) From Biography to History ].
- 1993 : [en collaboration avec Artur Teodoro de Matos] : direcção do volume As relações entre a Índia Portuguesa, a Ásia do Sueste e o Extremo Oriente - Actas doVI Seminário Internacional de História Indo-Portuguesa, (Macau, 22 a 26 de Outubro de 1991), Macau - Lisboa, 1993.
- 1993 : « Do Cabo Espichel a Macau - vicissitudes do corso português », ibidem (p.537 a 568); tb pub. na série Separatas do Centro de Estudos de História e Cartografia Antiga, nº 240, Instituto de Investigação Científica Tropical, Lisboa, 1993[3].
- 1993 : « Descobrimentos e Evangelização - Da cruzada à missão pacífica », in Congresso Internacional de História 'Missionação Portuguesa e Encontro de Culturas' - Actas, Vol. I, Universidade Católica Portuguesa - CNCDP - Fundação Evangelização e Culturas, Braga, 1993 (p. 81-129).
- 1992 : « A navegação fluvial no mundo malaio », in Anais Hidrográficos, tomo XLIX (suplemento), Diretoria de Hidrografia e Navegação, Brasil, 1992, p. 233-234.
- 1992 : « Outras Terras, Outras Gentes / New Lands, New Cultures », in Descobrimentos Diário de Notícias - A era de Vasco da Gama / The era of Vasco da Gama, Lisboa, 1992.
- 1992 : « A missão profética do monge na tradição oriental », ibidem, ano IX, nº3, Maº-Junº 1992 (p. 251- 266).
- 1992 : [en collaboration avec João Paulo Costa e Victor da Conceição Rodrigues] : El Proyecto Indiano del Rey Don Juan, Fundação Mapfre-América, Madrid, 1992 (direcção do volume e prefácio, p. 11 a 25); [versão portuguesa, O Estado da Índia no século XVI a pub. pela Fundação Oriente, Lisboa].
- 1992 : « A Carta que mandaram os Padres da Índia, da China e da Magna China, um relato siríaco da chegada dos Portugueses ao Malabar e seu primeiro contacto com a hierarquia cristã local » in Revista da Universidade de Coimbra, vol. XXXVI, ano 1991 (p. 119-181); tb pub. na série Separatas do Centro de Estudos de História e Cartografia Antiga, nº 224, Instituto de Investigação Científica Tropical, Lisboa, 1992[3].
- 1992 : « A lenda de S.Tomé Apóstolo e a expansão portuguesa » in Lusitania Sacra, Revista do Centro de Estudos de História Religiosa, Universidade Católica portuguesa, 2e série, vol.III, Lisboa, 1991 (p.349 a 418); também pub. na série Separatas do Centro de Estudos de História e Cartografia Antiga, nº 233, Instituto de Investigação Científica Tropical, Lisboa, 1992[3].
- 1991 : « Gesta Dei per Portucalenses », ibidem, Ano VIII, nº6, Novº-Dezº 1991 (p. 501-510).
- 1991 : « A História do Glorioso San Thomé, de sua partida de Hierusalem té sua morte » in Boletim do Instituto Menezes Bragança, nº 162, Panjim, Goa, 1991 (24 p.).
- 1991 : [en collaboration avec Jorge Santos Alves] : « Da Cruzada ao Quinto Império » in A Memória da Nação, ed. por Francisco Bethencourt e Diogo Ramada Curto, Livª Sá da Costa, Lisboa, 1991 (p.81-165).
- 1991 : « O Infante D.Henrique e a paternidade da expansão, de Gomes Eanes de Azurara a Vitorino Nemésio », introdução à reedição da obra de Vitorino Nemésio Vida e Obra do Infante D.Henrique, (Obras Completas, vol.IX), Imprensa Nacional - Casa da Moeda, Lisboa, 1991 (p. XI -XXIII)[3].
- 1990 : [en collaboration avec João Paulo Oliveira e Costa] : « A Bíblia e a Expansão Portuguesa » in Didaskalia Revista da Faculdade de Teologia de Lisboa, vol.XX, Lisboa, 1990 (p.223-240).
- 1989 : « O Projecto Imperial Joanino (Tentativa de interpretação global da política ultramarina de D.João II) » in Congresso Internacional Bartolomeu Dias e a sua época - Actas, Universidade do Porto CNCDP, Porto, 1989 (p. 81-98).
- 1989 : « Os Portugueses e a Rota das Especiarias », estudo introdutório para a ed. portuguesa de A Rota das Especiarias, Ed.INAPA, Lisboa, 1989 (p. I-IX).
- 1989 : « Expansão portuguesa e expansão europeia - reflexões em torno da génese dos descobrimentos » in Studia, nº47, Instituto de Investigação Científica Tropical, Centro de Estudos de História e Cartografia Antiga, Lisboa, 1989 (p. 371-415).
- 1989 : « Cristo e o encontro das civilizações », ibidem, Ano VI, nº4, Julº-Agº 1989 (p. 355-374).
- 1988 : « Pengaruh Melayu dalam Perabadan Orang Portugis » [= a influência malaia na civilização portuguesa] in Beriga - Jurnal Bacaan Umum, nº 21, Dewan Bahasa dan Pustaka, Brunei, Outº-Dezº 1988 (p. 73-83).
- 1987 : « S.Máximo Confessor e os valores fundamentais do Ocidente », ibidem, ano IV, nº6, Lisboa, Novº-Dezº 1987 (p. 516-529).
- 1987 : « Os Frangues na Terra de Malaca » in A Abertura do Mundo - Estudos de História dos Descobrimentos Europeus em homenagem a Luís de Albuquerque, ed. por Francisco Contente Domingues e Luís Filipe Barreto, vol. II, Ed. Presença, Lisboa, 1987 (p. 209-217).
- 1985 : « Cruzada e Anti-Cruzada », ibidem, ano II, nº 6, Lisboa, 1985 (p. 515-528).
- 1985 : « A língua portuguesa em Timor » in Congresso sobre a situação actual da língua portuguesa no Mundo - Actas, ICALP, Lisboa, 1985 (p. 313-338).
- 1984 : « Colonização e Juízo Histórico », in Communio, Revista Internacional Católica, Ano I, nº3, Lisboa, 1984 (p. 231-244).
- 1982 : Artigos no Dicionário Ilustrado de História de Portugal, ed. Alfa : Índia, Malaca, Ormuz, Samorim, Timor.
- 1978 : « O Infante D. Henrique, 1394-1460 », in Homens que mudaram o Mundo, Círculo de Leitores, Lisboa, 1978.
- 1978 : « O caso de Timor : Timor na área geográfica em que se insere », in Democracia e Liberdade, nº 6, Lisboa, Junho de 1978.
- 1977 : Timor : autópsia de uma tragédia, Lisboa, 1977.
- 1977 : « Notas sobre a vida marítima em Timor » in Memórias do Centro de Estudos de Marinha, vol. VI, Lisboa, 1977 (23 p.).
- 1976-1977 : « O afluxo ao meio urbano no Timor Português » in Revista da Faculdade de Letras de Lisboa, IV série, nº1, Lisboa, 1976-77 (p. 495-552).
- 1976 : « O Drama de Timor », in Brotéria, vol. 102, nº1, Lisboa, 1976.
- 1976 : « A viagem de António Correia a Pegu em 1519 » in Bracara Augusta, tomo XXX, fasc. 69 (81), Braga, Janeiro-Julho de 1976; também pub. na série Separatas do Centro de Estudos de História e Cartografia Antiga, Junta de Investigações do Ultramar, nº 96, Lisboa, 1976 (84 pages)[3].
- 1975 : « O problema económico de Timor », in Revista Militar, 26e vol. do II século, nº 8, Lisboa, 1975 (p. 378-454).- O Problema Político de Timor, Biblioteca do Pensamento Político, Braga, 1975.
- 1975 : « Maluco e Malaca » in A viagem de Fernão de Magalhães e a questão das Molucas (Actas do II Colóquio Luso-Espanhol de História Ultramarina), ed. por A. Teixeira da Mota, Junta de Investigações do Ultramar, Lisboa, 1975 (p. 29-48).
- 1974 : « A arte popular em Timor » in A Arte Popular em Portugal, Ilhas Adjacentes e Ultramar, vol. III, ed. Verbo, Lisboa, 1974 (p. 413-441).
- 1974 : « Timor - Notas histórico-linguísticas » in Portugaliae Historica, vol. II, Instituto Infante D. Henrique, Faculdade de Letras de Lisboa, 1974 (p. 167-300); [também pub. em volume separado para difusão em Timor].
- 1973 : « Os grandes problemas nacionais. 17 : Política Ultramarina », ibidem, nº 140 (19.X.1973).
- 1973 : « Timor : impõe-se a racionalização », in Observador, nº 117 (nº especial dedicado às « linhas de força da economia portuguesa », 11.V.1973).
- 1973 : « A Lei de Terras do Ultramar e a sua aplicação em Timor », in Diário de Notícias de 2.IV.1973.
- 1973 : « Timor como é », série de sete artigos, ibidem, nº 110-113, 115, 116 e 118, Janº-Maio 1973.
- 1973 : « Malaca - Aqui Portugal esquecido », in Obsevador, nº 102 (26.I.1973).
- 1973 : « Vida rural timorense » in Geographica - Revista da Sociedade de Geografia de Lisboa, ano XI, nº 33, Janº 1973 (p. 3-29).
- 1972 : « Apontamento », rubrica semanal in A Província de Timor, Semanário do Comando Territorial Independente de Timor, do nº 233 (13.VI.1970) ao nº 342 (22.VII.1972) [assinado L.T.].
- 1970-1972 : Artigos diversos, ibidem, nº 225 (14.IV.1970) a nº 360 (24.XI.1972) [assinados L.T.]. Missão em Timor — Guia do Militar Português em Timor, Comando Territorial Independente de Timor, Quartel General, 2e Repartição, Taibesse, Díli, 1972 (115 p., ciclostilado) [nova edição, revista em 1973, para o Serviço de Publicações do Estado Maior do Exército, tiragem de provas tipográficas apenas, em número muito limitado].Reedição, com uma actualização, pelo Centro de Estudos de Povos e Culturas de Expressão Portuguesa, Universidade Católica Portuguesa (no prelo).
- 1967 : « Oriente e Ocidente », in Estudos Teológicos, Actas da IV Semana Portuguesa de Teologia, Lisboa, 1967 (32 p.).
- 1966 : De Malaca a Pegu - Viagens de um feitor português (1512-1515), Instituto de Alta Cultura, Centro de Estudos Históricos anexo à Faculdade de Letras de Lisboa, 1966 (217 pages)[19].
- 1963 : « O cristianismo e as tradições pagãs na Índia Portuguesa » in Actas do Congresso Internacional de Etnografia de Santo Tirso, vol.IV, Santo Tirso, 1963 (10 pages).

## Conférences et communications non publiées, à paraître à terme

### en français
- 2012 : « Les langues et la communication autour de l'Océan Indien au XVIe siècle », Institut National des Langues et Civilisations Orientales, Paris, Outº 2012.
- 2011 : « Nouveaux documents portugais pour l'histoire du Cambodge », Institut National des Langues et Civilisations Orientales, Paris, Outº 2011.
- 2011 : « Timor Oriental: une singularité historique », École des Hautes Études en Sciences Sociales, Paris, 17 de Março de 2011.
- 2011: « Casados et Topazes dans l’Océan Luso-Indien », École des Hautes Études en Sciences Sociales, Paris, 15 de Março de 2011.
- 2010 : « L’Asie du Sud-Est dans la cartographie de l’école de Dieppe », École des Hautes Études en Sciences Sociales, Paris, Janeiro de 2010.
- 2009 : « La connaissance des épices d’Asie du Sud-Est en Occident, avant l’époque des grandes découvertes », encerramento do seminário Le Carrefour Insulindien, École des Hautes Études en Sciences Sociales, Paris, Junho de 2009.
- 2008 : « La littérature traditionnelle de Timor Oriental », seminário Le Carrefour Insulindien, École des Hautes Études en Sciences Sociales, Paris, 2008.
- 2004 : « La découverte de la civilisation indienne par les portugais aux XVIe et XVIIe siècles », Collège de France, Paris, 3 de Maio de 2004.
- 1999 : « Les origines de la chrétienté indienne », colóquio L' Asie et le Christianisme, organizado pela revista Le Monde de la Bible, edifício do Senado (Palácio do Luxemburgo), Paris, 14.X.1999.
- 1999 : « La colonisation portugaise à Timor Oriental », colóquio Réflexion sur la crise de Timor Oriental, Association Française pour la Recherche sur l'Asie du Sud-Est / Centre d'Études des Relations Internationales, Paris, 30.IX.1999.
- 1992 : « Les Portugais à la découverte de l'Asie », Maison de l'Europe, Paris, Marº 1992.
- 1984 : « Les orientalistes portugais des XVIe et XVIIe siècles », Académie d'Outre-Mer, Paris, 1984.

### en anglais
- 2013: « A Forgotten Portuguese Text on Indian Drugs and Medicines », ibidem, 13 de Fevereiro de 2013.
- 2013: « Keynote address », XIV Seminario Internacional de História Indo-Portuguesa, India, The Portuguese and the Indian Ocean Societies – Exchanges and Engagements, Indian Internationl Centre, Nove Deli, 11 de Fevereiro de 2013.
- 2002: « Monopoly and free trade in Portuguese India », colóquio Maritime Malabar and the Europeans, Tellicherry (Kerala), 14-18 Janº 2002; conferência repetida no Indian Council of Historical Research. Nova Delhi, em Fevº do mesmo ano. - « Axoca » no ciclo Construtores de Impérios, CHAM / UNL.
- 2002: « The three faces of the Portuguese expansion in Asia », Indian Council of Historical Research, Nova Delhi, 25.I.2002.
- 2001: « The three faces of the Portuguese expansion in Asia », Universidade de Goa, 12.II.2001.
- 1986: « Sources for Malaysian History in Portuguese Archives », Arkib Negara Malaysia, Kuala Lumpur, 17-XI-1986.
- 1986 : « Malacca's Society on the eve of the Portuguese conquest », Persidangan Antarabangsa mengenai Tamadun Melayu, Kuala Lumpur, Novº de 1986.

### en espagnol et/ou portugais
- 2013 : « Un prisma de muchas caras: los portugueses en el mundo », in Colóquio Internacional Los Viajes Portugueses: Fronteras de tres océanos, Universidad de los Andes, Bogotá, 25 de abril de 2013.
- 2011 : « A espiritualidade cristã oriental », no Curso de Espiritualidade Cristã da Faculdade de Teologia da UCP, Maio de 2011.
- 2010 : « A espiritualidade cristã oriental », no Curso de Espiritualidade Cristã da Faculdade de Teologia da UCP, Maio de 2010.
- 2009 : « A espiritualidade cristã oriental », no Curso de Espiritualidade Cristã da Faculdade de Teologia da UCP, Maio de 2009.
- 2007: « O apóstolo São Tomé na história e na lenda », Centro Cultural Português em São Tomé e Príncipe, 19 de Dezembro de 2007.
- 2007:  « O cristianismo na Índia », no Colóquio sobre religiões da Índia no Seminário do Verbo Divino, Fátima, Novembro de 2007.
- 2007 : « O islamismo na Índia » no Colóquio sobre religiões da Índia no Seminário do Verbo Divino, Fátima, Novembro de 2007.
- 2007: « A introdução de plantas indianas em São Tomé e na costa africana », Centro Cultural Português em São Tomé e Príncipe, 14 de Dezembro de 2007.
- 2007 : « A descoberta de Deus pela Índia: o desenvolvimento do teísmo no pensamento indiano », no seminário modular Vivências Religiosas Contemporâneas, Faculdade de Teologia, Universidade Católica Portuguesa, Maio de 2007.
- 2006. « O anti-islamismo na Europa medieval e moderna » lição de abertura do ano lectivo do Instituto de Estudos Orientais, UCP, Outubro de 2006.
- 2003: « Plantas asiáticas no Novo Mundo » no ciclo A circulação de produtos na Idade Moderna, organizado pelo CHAM / UNL (Novembro de 2003).
- 2003:  « O descobrimento do hinduísmo pelos portugueses », no ciclo de conferências sobre a Índia organizado pelo CHAM / UNL (Outubro de 2003).
- 2001: « A alta nobreza e a expansão no século XV », colóquio A Nobreza e a Expansão Ultramarina, FCSH/UNL, Outº 2001.
- 2001: « Da utilidade da história universal », abertura das aulas do Departamento de História da FCSH/UNL, 10.X.2001.
- 2001: « Um reino mestiço: Oé-Cússi », conferência de encerramento do colóquio Mestiçagens (encerramento das actividades do Grupo de Trabalho do Ministério da Educação para as Comemorações dos Descobrimentos Portugueses), Fundação Calouste Gulbemkian, Lisboa, 30.VI.2001.
- 2001: « A agricultura tradicional de Timor », comunicação apresentada ao colóquio A Agricultura de Timor, organizado pelo Instituto de Investigação Científica Tropical, Fundação Calouste Gulbenkian, Lisboa, 18-20 de Junho de 2001.
- 2001: « Espiritualidade Cristã Copta e Oriental », inauguração do Centro Cultural Copta Ortodoxo do Porto, 5. IV.2001.
- 2001 : « As Especiarias », Teatro Municipal, Funchal, 29.III.2001.
- 2000 : « As especiarias e o achamento do Brasil », conferência de abertura do I Simpósio Brasileiro de Especiarias, Universidade Estadual de Santa Cruz, Ilhéus (Bahia), 11 a 14 de Abril de 2000.
- 1995 : « A descoberta das especiarias », Comissão Municipal dos Descobrimentos de Lagos, Outubro de 1995.
- 1994 : « O descobrimento português da Austrália », VIII Reunião Internacional de História da Náutica e da Cartografia, Viana do Castelo, Setº 1994.
- 1994 : « O Infante Navegador na história e na lenda », Casa da Cultura da Horta, Maio de 1994.
- 1994: « La rivalità oltremarina fra il Portogallo e la Castiglia fino al tratato di Alcáçovas », Rádio Vaticano, Roma, Marº 1994.
- 1994: « Diogo Pereira, a Portuguese settler in Cochin », Asian International Centre, Nova Delhi, Janº 1994.
- 1992 : « A navegação fluvial no Mundo Malaio », VII Reunião Internacional de História da Náutica e da Hidrografia, Manaus, Setº 1992.
- 1991 : « Espaços e redes do Atlântico Português nos séculos XV e XVI », Universidade dos Açores, Ponta Delgada / Instituto Histórico da Ilha Terceira, Angra do Heroísmo, Julho de 1990; Casa da Cultura da Horta, Novembro de 1991.
- 1991 : « O descobrimento do Japão no quadro da expansão portuguesa no Oriente », Universidade de Colónia, Fevº 1991.
- 1990 : « L'espansione portoghese ed i correnti di pensiero della fine del medioevo », Instituto de Santo António dos Portugueses, Roma, Dezº 1990.
- 1990 : « Os descobrimentos e o conhecimento dos povos e das culturas », Universidade do Porto, Abr. 1990.
- 1990 : « Maria nas liturgias orientais », Semana Portuguesa de Teologia, Universidade Católica Portuguesa, Lisboa.
- 1987 : « Pengaruh Melayu dalam tamadun Portugis » [A influência malaia na cultura portuguesa], Dewan Bahasa dan Pustaka, Kuala Lumpur, Agº 1987.
- 1986: « O pensamento cristão tradicional e a missionação portuguesa », Universidade Católica Portuguesa, 18-XII-1986.
- 1984 : « Os Portugueses no Hikayat Hang Tuah, epopeia malaia do século XVII », ibidem, 25-V-1984.
- 1983 : « Ritmos da História Goesa », Instituto Meneses Bragança, Goa, Janº 1983.
- 1983 : « O humanismo universalista de Fernão Mendes Pinto », ibidem, 8-VII-1983.
- 1977 : « Continuidade e descontinuidade na expansão portuguesa em Marrocos », ibidem, 17-VI-1977.
- 1976 : « Comércio intercontinental e comércio local no Índico Português », Academia Portuguesa de História, 25-VI-1976.